# Landkreis Main-Spessart
Landkreis Main-Spessart är ett distrikt i Unterfranken, Bayern, Tyskland. Distriktet ligger i Planungsregion Würzburg.

## Geografi
Distriktet ligger i den nordvästra delen av förbundslandet. Den västra delen av distriktet ligger i Spessart.

### Städer
- Arnstein
- Gemünden am Main
- Karlstadt
- Lohr am Main
- Marktheidenfeld
- Rieneck
- Rothenfels

### Köpingar
- Burgsinn
- Frammersbach
- Karbach
- Kreuzwertheim
- Obersinn
- Thüngen
- Triefenstein
- Zellingen

### Kommuner
- Aura im Sinngrund
- Birkenfeld
- Bischbrunn
- Erlenbach bei Marktheidenfeld
- Esselbach
- Eußenheim
- Fellen
- Gössenheim
- Gräfendorf
- Hafenlohr
- Hasloch
- Himmelstadt
- Karsbach
- Mittelsinn
- Neuendorf
- Neuhütten
- Neustadt am Main
- Partenstein
- Rechtenbach
- Retzstadt
- Roden
- Schollbrunn
- Steinfeld
- Urspringen
- Wiesthal

### Kommunfria områden
- Burgjoß
- Forst Aura
- Forst Lohrerstraße
- Frammersbacher Forst
- Fürstlich Löwensteinscher Park
- Haurain
- Herrnwald
- Langenprozeltener Forst
- Partensteiner Forst
- Ruppertshüttener Forst

## Infrastruktur
Genom distriktet går motorvägen A3.